# Pheidole pyriformis
Pheidole pyriformis är en myrart som beskrevs av Clark 1938. Pheidole pyriformis ingår i släktet Pheidole och familjen myror. Inga underarter finns listade i Catalogue of Life.